# Mónica Fernández Balboa
Mónica Fernández Balboa, née le 4 juillet 1966 à Teapa (Tabasco), est une femme d’État mexicaine. Membre du Mouvement de régénération nationale (Morena), elle est élue députée, puis sénatrice. Elle est présidente du Sénat de septembre 2019 à août 2020.

## Études et carrière professionnelle
Mónica Fernández Balboa est diplômée en architecture de l'université autonome de Guadalajara, où elle a étudié de 1984 à 1989. Elle a également suivi des études de langue et civilisation française et d'histoire de l'art à l'université de la Sorbonne à Paris. Elle est de plus diplômée en administration publique.
Elle a travaillé comme dessinatrice, résidente et superviseure de travaux, ainsi que gestionnaire de design. Depuis 2014, elle est mariée à Carlos Rojas Gutiérrez, ancien secrétaire au Développement social des gouvernements de Carlos Salinas de Gortari et d'Ernesto Zedillo.

## Parcours politique
En 1992, elle commence son parcours politique comme cheffe du département des Opérations au secrétariat au Tourisme de l’État de Tabasco. En 1995 elle a été coordinatrice de l'information politique électorale de l'Institut électoral du Chiapas. De 1995 à 2000 elle est secrétaire technique de la direction générale de soutien aux institutions politiques, sociales et civiles (sous-secrétariat au Développement politique, secrétariat à l'Intérieur). 
En 2000 elle intègre le gouvernement de l’État de Tlaxcala dirigé par Alfonso Sánchez Anaya, au sein duquel elle est coordinatrice générale de la communication sociale et des relations publiques, elle est ensuite représentante du gouvernement de cet état auprès de la Ville de Mexico jusqu'en 2005. Elle milite alors au Parti de la révolution démocratique (PRD) au sein duquel elle est notamment coordinatrice des conseillers du président du parti, Leonel Cote Montaño.
En 2006 elle est élue députée fédérale dans la 6e circonscription de Tabasco et siège ainsi dans la LXe législature, jusqu'en 2009.
A l'issue de cette législature, elle est, de 2010 à 2011, conseillère de la direction du gouvernement du District Fédéral. En 2013, le gouverneur de Tabasco, Arturo Núñez Jiménez, la nomme secrétaire au Développement social de l’État, fonction qu'elle occupe jusqu'en février 2014, date à laquelle elle démissionne pour motifs personnels. Elle quitte ensuite le PRD et intègre le Mouvement de régénération nationale (Morena), au sein duquel elle devient en 2017 coordinatrice de l'organisation dans l’État de Tabasco.
En 2018, elle est élue sénatrice pour l’État de Tabasco. Le 19 août 2019 le groupe parlementaire de Morena la choisit pour être la candidate du groupe à la présidence du Sénat, pour la période législative commençant le 1er septembre 2019. Ce choix a été critiqué par le président du Sénat alors en fonction, Martí Batres Guadarrama, qui y voyait une opération politique à son encontre, menée par le président du groupe parlementaire, Ricardo Monreal Ávila. Ce dernier a rejeté ces critiques,.
Le 31 août 2019, elle est formellement élue présidente du Sénat de la République, et prend ses fonctions le 1er septembre.